# Kohivka, Bârzula
Kohivka (în ucraineană Кохівка) este un sat în comuna Ananiev din raionul Bârzula, regiunea Odesa, Ucraina.

## Demografie
Componența lingvistică a localității Kohivka
     Ucraineană (96,17%)
     Rusă (2,19%)
     Română (1,37%)
     Alte limbi (0,27%)
Conform recensământului din 2001, majoritatea populației localității Kohivka era vorbitoare de ucraineană (96,17%), existând în minoritate și vorbitori de rusă (2,19%) și română (1,37%).